# Mama Don’t You Recognize Ivan & The Parazol?
A Mama Don’t You Recognize Ivan & The Parazol? az Ivan & The Parazol 2012-ben megjelent első stúdióalbuma, amely 2012. november 1-jén jelent meg a Drum & Monkey/Modernial Records gondozásában. Hanglemezen 2018. november 16-án jelent meg. A lemez producere Takács Zoltán.

## Történet
Simon Bálint dobos szerint a zenekar első nagylemezét nem siették el - a zenekar megalakulása óta eltelt két év alatt kialakult az a hangzásvilág, mely a legjobban bemutatja a zenekart. Elmondása szerint az általános koncepció egy könnyen feldolgozható, pozitív energiát sugárzó dalokat tartalmazó lemez létrehozása volt. A zenekar a felvétel megkezdése előtt több héten át, naponta gyakorolt próbatermében, finomította a még vázlatos dalokat, így a stúdióba kerülve "már minden simán ment".
A Take My Hand kivételével az albumot mindössze 26 óra alatt rögzítették, Takács Zoltán producer és Phillip László hangmérnök közreműködésével. A zenekar minden dalt együtt és metronóm használata nélkül rögzített. Ez utóbbi miatt, Bálint elmondása szerint "sokkal melegebb és emberibb lett az egész anyag, a zenekar kémiáját tökéletesen visszaadják a felvételek". Bálint a lemezről beszélve kiemelte a The White Stripesból ismert Jack White munkásságát.

## Az album dalai
Az összes dalszöveg szerzője Vitáris Iván; az összes szám szerzője Ivan & The Parazol.
| 1.    | Hitmakers                           | 2:14 |
| 2.    | Swindie (Panic at "The Background") | 3:59 |
| 3.    | Whatever                            | 2:30 |
| 4.    | 1965                                | 3:50 |
| 5.    | Take My Hand                        | 2:41 |
| 6.    | Approved                            | 3:26 |
| 7.    | There's a Lady                      | 3:29 |
| 8.    | Sellin' My Soul                     | 2:22 |
| 9.    | Instant Reaction                    | 2:54 |
| 10.   | Lumberjack                          | 4:29 |
| 32:00 |                                     |      |

## Közreműködők
- Balla Máté – gitár
- Beke István – billentyűk
- Simon Bálint – dobok
- Tarnai János – basszusgitár
- Vitáris Iván – ének

### Felvételi munkálatok
- Takács Zoltán – producer, keverés, mastering
- Phillip László – hangmérnök
- kivéve Take My Hand: Beke István "Bex" - producer, mix, mastering

### Lemezborító, dizájn
- Hujber Melinda – lemezborító
- Müller András – fényképek

## Külső hivatkozások
- Ivan & The Parazol hivatalos oldala
- Az album a Google Play Áruházban
- Az album az iTunes-on
- Az album Spotify-on